# Ji Xiang
Ji Xiang (chiń. 吉翔, ur. 1 marca 1990 w Yangzhou) – chiński piłkarz grający na pozycji prawego obrońcy. Jest wychowankiem klubu Jiangsu Suning.

## Kariera piłkarska
Swoją karierę piłkarską Ji Xiang rozpoczął w klubie Jiangsu Suning. W 2008 roku awansował do pierwszego zespołu. W tamtym roku zadebiutował w jego barwach w rozgrywkach League One i na koniec roku sięgnął po tytuł mistrza tej ligi oraz wywalczył awans do Super League. W Super League swój debiut zaliczył 8 sierpnia 2010 w przegranym 0:1wyjazdowym meczu z Changchun Yatai. W sezonie 2012 wywalczył wicemistrzostwo Chin. W 2015 roku zdobył Puchar Chin.
| Sezon | Klub                    | Kraj  | Rozgrywki    | Mecze | Gole |
| ----- | ----------------------- | ----- | ------------ | ----- | ---- |
| 2008  | Jiangsu Shuntian        | Chiny | League One   | 3     | 0    |
| 2009  | Jiangsu Shuntian        | Chiny | Super League | 0     | 0    |
| 2010  | Jiangsu Shuntian        | Chiny | Super League | 13    | 4    |
| 2011  | Jiangsu Shuntian        | Chiny | Super League | 23    | 2    |
| 2012  | Jiangsu Shuntian        | Chiny | Super League | 28    | 6    |
| 2013  | Jiangsu Shuntian        | Chiny | Super League | 23    | 1    |
| 2014  | Jiangsu Guoxin-Shuntian | Chiny | Super League | 23    | 1    |
| 2015  | Jiangsu Guoxin-Shuntian | Chiny | Super League | 29    | 0    |
| 2016  | Jiangsu Suning          | Chiny | Super League |       |      |

## Kariera reprezentacyjna
W reprezentacji Chin Ji Xiang zadebiutował 13 grudnia 2014 roku w wygranym 4:0 towarzyskim meczu z Kirgistanem. W 2015 roku został powołany do kadry Chin na Puchar Azji 2015. Rozegrał na nim dwa mecze: grupowy z Arabią Saudyjską (1:0) i ćwierćfinałowy z Australią (0:2).